# Bazoches-en-Dunois
Bazoches-en-Dunois är en kommun i departementet Eure-et-Loir i regionen Centre-Val de Loire strax norr om centrala Frankrike. Kommunen ligger i kantonen Orgères-en-Beauce som tillhör arrondissementet Châteaudun. År 2022 hade Bazoches-en-Dunois 262 invånare.

## Befolkningsutveckling
Antalet invånare i kommunen Bazoches-en-Dunois
Referens:INSEE